# Сакурадзима
Сакурадзима (яп. 桜島 Сакурадзима, букв. «остров сакуры») — действующий стратовулкан, расположенный на полуострове Осуми острова Кюсю в японской префектуре Кагосима. До 1914 года Сакурадзима была отдельным островом, но в ходе извержения потоки лавы соединили Сакурадзиму с полуостровом Осуми. Высота вулкана — 1117 метров, а площадь — около 77 км². У Сакурадзимы три вершины: северный пик Китадакэ (яп. 北岳, 1117 м), центральный Накадакэ (яп. 中岳, 1060 м) и южный Минамидакэ (яп. 南岳, 1040 м).
В историческом периоде Сакурадзима извергался в 708, 764, 1471, 1779, 1914 и 1946 годах; с 1955 года вулкан извергается почти постоянно. В 1914 году произошло крупное извержение; землетрясения перед ним привели к гибели как минимум 35 человек, всего же было 58 жертв. С октября 1955 по август 2016 года извергался кратер Сёва (яп. 昭和) на восточном склоне пика Минамидакэ. В марте 2017 года начался (и, по состоянию на июнь 2020 года, продолжается) новый период активности вулкана — стал извергаться кратер на вершине пика Минамидакэ. В 2010-х годах вулкан был весьма активен — к примеру, в одном только 2013 году было зафиксировано 1097 небольших извержений, а в 2014 году — 471 извержение. Последнее крупное извержение произошло 3 декабря 2020 года, оно началось с довольно сильного взрыва и выброса вулканических бомб, в воздух было выброшен столб пепла высотой более 4 км. 24 июля 2022 года произошло извержение, в результате которого вулканические породы разлетелись на расстояние до 2,5 км от кратера. 
Вулкан является туристической достопримечательностью, туда ходит паром из Кагосимы. Есть посвящённый предыдущим извержениям центр для посетителей с выставкой.
Полуостров Сакурадзима омывает залив Кагосима.